# Picumne barré
Picumnus aurifrons
Espèce
Statut de conservation UICN

 LC  : Préoccupation mineure
Le Picumne barré (Picumnus aurifrons) est une espèce d'oiseaux de la famille des Picidae (sous-famille des Picumninae).
Il est endémique à la région forestière au sud du fleuve Amazone (Brésil, Bolivie et Pérou).

## Liste des sous-espèces
- Picumnus aurifrons aurifrons Pelzeln ,1870
- Picumnus aurifrons borbae Pelzeln, 1870
- Picumnus aurifrons flavifrons Hargitt, 1889
- Picumnus aurifrons juruanus Gyldenstolpe, 1941
- Picumnus aurifrons purusianus Todd, 1946
- Picumnus aurifrons transfasciatus Hellmayr et Gyldenstolpe, 1937
- Picumnus aurifrons wallacii Hargitt, 1889